# Курганський обласний художній музей
Державна бюджетна установа культури «Курганський обласний художній музей» (рос. Государственное бюджетное учреждение культуры «Курганский областной художественный музей») — художній музей у місті Курган (Росія). Відкритий 14 серпня 1982 року. У фондах музею — понад 7000 одиниць зберігання.
Будівля Курганського обласного художнього музею була побудована 1981 року за індивідуальним проектом курганського архітектора Ю. І. Вещікова, члена Спілки архітекторів та Спілки художників.

## Колекція
У збірках музею представлено переважно російське мистецтво XX століття. У розділі живопису першої половини XX ст. — О. Савінов, С. Луппов, О. Соколова, С. Розумовський, Г. Шегаль, Л. Туржанський, П. Кончаловський, М. Дормідонтов, О. Дейнека, В. Бялиніцький-Бируля.
Розділ живопису другої половини XX ст. включає твори художників, які зробили свій великий внесок у розвиток мистецтва. Серед них — П. Ніконов, П. Оссовський, А. Никич, М. Бірштейн, Е. Браговський, Л. Табенкін, М. Андронов, В. Стожаров, С. Ткачов, Б. Домашніков, К. Бритов, В. Брайнін, І. Старженецька, В. Вейсберг, Д. Гутов.
У збірках музею можна побачити каслинське литво, книги, скульптуру, зразки театрально-декораційного мистецтва.